# Прапор Мартиніки
Прапор Мартиніки — офіційний прапор Мартиніки. Створений 1968 року мартинікським письменником Гі Кабор-Массоном і істориком Алексом Фердинандом. Офіційно прийнятий Асамблеєю Мартиніки 2 лютого 2023. Співвідношення сторін прапора 2:3. Оскільки Мартиніка є заморською територією Франції офіційним прапором також є французький триколор.

## Історичні прапори

Неофіційний прапор Мартиніки, 1776 — 7 серпня

Прапор є морським вимпелом Франції того часу, де літера «L» була стилізована під змію.